# Hinteres Freieck
Le Hinteres Freieck est une montagne culminant à 2 308 mètres d'altitude dans le massif des Alpes de Berchtesgaden.

## Géographie

### Situation
La montagne se situe dans le chaînon du Hoher Göll, le long de la crête de Kuchl.
Au sud se trouve la Bluntautal (de) qui est une démarcation avec le Hagengebirge (de).

## Ascension
La crête de Kuchl constitue un long et difficile sentier de randonnée de la ville de vallée de Golling an der Salzach au Hoher Göll en passant par le Kleiner Göll, les Vorderes et Hinteres Freieck, le Gründwandkopf, le Taderer et le Kleiner Archenkopf.